# Isfayramsoy
Der Isfayramsoy (russisch Исфайрамсай/Isfairamsai; am Oberlauf Tengizboy) ist ein Fluss in Kirgisistan und Usbekistan (Zentralasien).
Der Isfayramsoy entspringt in Kirgisistan an der Nordflanke des Alaigebirges. Er fließt in ostnordöstlicher Richtung durch das Gebirge. Dabei bildet er die Gebietsgrenze zwischen Batken im Westen und Osch im Osten. Später wendet er sich nach Norden und erreicht schließlich bei Ütsch-Korgon das Tiefland des Ferghanatals. Dort wird sein Wasser intensiv zur Bewässerung genutzt. Der Fluss setzt seinen Kurs nach Nordwesten fort, überquert die Grenze nach Usbekistan und durchfließt die Stadt Quvasoy. Anschließend fließt er östlich an der Stadt Fargʻona vorbei, bevor er östlich von Margʻilon einen Teil seines Wassers an den Südlichen Ferghanakanal abgibt und südlich von Qoratepa in den Großen Ferghanakanal mündet.
Der Isfayramsoy hat eine Länge von 122 km. Er entwässert ein Areal von 2220 km². Der Fluss wird vom Schmelzwasser der Gletscher sowie von der Schneeschmelze gespeist. Der mittlere Abfluss bei Ütsch-Korgon beträgt 21,1 m³/s.